# Zone Rurale Sud-Ouest de Vitoria-Gasteiz
La Zone Rurale Sud-Ouest de Vitoria-Gasteiz en Alava (communauté autonome du Pays basque, Espagne) est la dénomination sous laquelle on groupe les concejos ruraux de la commune de Vitoria-Gasteiz. Elle se trouve au Sud et au Sud-Ouest du centre de Vitoria-Gasteiz.
La population de ce secteur comptait 1 309 habitants en 2005.

## Concejos et autres hameaux
La zone comporte les quinze concejos suivants :
- Aretxabaleta - 329 habitants.
- Ariñez - 118 habitants.
- Berrostegieta - 204 habitants.
- Castillo-Gaztelu - 59 habitants.
- Eskibel - 3 habitants.
- Gardelegi - 53 habitants.
- Gometxa - 50 habitants.
- Lasarte - 97 habitants.
- Lermanda - 12 habitants.
- Margarita - 47 habitants.
- Mendiola - 131 habitants.
- Monasterioguren - 43 habitants.
- Subijana de Alava - 58 habitants.
- Zuazo de Vitoria-Zuhatzu - 67 habitants.
- Zumeltzu-Zumelzu - 38 habitants.

## Histoire
Certains de ces villages font partie des  vieux villages  de Vitoria-Gasteiz qui ont été déjà assignées au rang de villa au XIIIe siècle, comme c'est le cas pour Gaztelu, Gardelegi, Mendiola ou Lasarte.
D'autres, ont été définitivement cédées par le roi Alphonse XI à "villa" pendant le XIVe siècle : Arechavaleta, Berrostegieta, Gometxa, Lermanda, Monasterioguren, Subijana d'Alava, Zuazo de Vitoria et Zumeltzu.
Finalement, ce sont les villages qui appartenaient au jumelage d'Aríñez (Ariñez, Eskibel et Margarita), qu'a constituée une commune indépendante jusqu'à ce qu'elle ait été annexée par Vitoria-Gasteiz en 1923.
Dans cette zone on trouve la zone industrielle de Jundiz.

### Sources
- (es) Cet article est partiellement ou en totalité issu de l’article de Wikipédia en espagnol intitulé « Zona Rural Suroeste de Vitoria » (voir la liste des auteurs).